# Hernán Jiménez García
Hernán Jiménez García (22 de abril de 1980, San José) es un director cinematográfico, actor, comediante y escritor costarricense. 
Su prolífico catálogo como director incluye películas muy aclamadas por la crítica y el público costarricense como  A ojos cerrados (2010), El regreso (2011) , Entonces nosotros (2016),  Elsewhere (2020), grabada y producida en Hollywood, además de dirigir la película de Netflix ¡Qué duro es el amor! (2021).

## Biografía
Nacido en San José e hijo del arquitecto Hernán Jiménez Fonseca, Jiménez tiene amplia educación en artes escénicas lo que le ha permitido su versatilidad en diversas áreas. Es  graduado de la Escuela Nacional de Teatro de Canadá;  también se formó como director en el Instituto de Arte de San Francisco y el programa de cine en la Escuela de las Artes en Nueva York de la Universidad de Columbia.[cita requerida]
Comenzó su carrera como director en Costa Rica, donde escribió, dirigió y produjo su primera película A ojos cerrados (2010), un drama familiar sobre la vejez. Su segunda película fue estrenada solo un año después, titulada El regreso (2011), que se estrenó en el Festival de Cine Latino de Nueva York HBO: gracias a ella, ganó el premio al Mejor Largometraje Internacional.  La película fue posteriormente estrenada en los cines de Costa Rica y pronto se convirtió en uno de los mayores éxitos  de taquilla de todos los tiempos en el país para una producción local. 
Su último gran éxito es la película Entonces nosotros (2016), una comedia romántica que se convirtió en el segundo filme nacional más visto en su estreno., luego de Maikol Yordan de viaje perdido de Miguel Alejandro Gómez (2014).
También filmó su primera película en Hollywood llamada Elsewhere (2019) en donde se destacó, entre muchos actores, la actuación de Ken Jeong, quien es reconocido por su actuación como Leslie Chow en la reconocida película de comedia The Hangover (2009).
También ha escrito y realizado siete monólogos: Al derecho y al revés (2007), Esto es en serio (2012), Vamos x partes (2013), ¡Así quien no! (2015), ¿Quien dijo miedo? (2016), Se despichó Tere (2019) y Gato por Liebre (2024), las cuales han gozado de un gran éxito comercial en la comedia costarricense. Tras hacer un anuncio en su cuenta de YouTube en agosto de 2023 acerca de un casting para una futura película y tras aprovechar el final del video para hacer un anuncio con la siguiente frase "Y nos vemos pronto este año porque hay Stand Up nuevo", Gato por Liebre ha demostrado ser un legítimo éxito comercial tras arrasar en ventas de entradas y generar la oportunidad de agregar más fechas de las que se tenían previstas y haberlo estrenado en los cines de todo Costa Rica.

## Filmografía

### Cine
- A ojos cerrados - 2010 (Director, guionista, editor)
- El regreso - 2011 (Director, guionista, editor)
- Entonces Nosotros - 2016 (Director, guionista, editor)
- Aquí y ahora - 2019 (Actor)
- Elsewhere - 2020 (Director, guionista, editor)
- ¡Qué duro es el amor! - 2021 (Director)
- A Million Miles Away - 2023 (Guionista)
- Gato por Liebre  - 2024

### Monólogos (Stand Up)
- Al derecho y al revés - 2007
- Esto es en serio - 2012
- Vamos por partes - 2013
- ¡Así quién no!  - 2015
- Quién dijo miedo - 2017
- Se despichó Tere - 2019
- Gato por Liebre - 2024

### Cortometrajes
- Avería de la conciencia (corto) - 2005
- Doble llave y cadena (documental corto) - 2005
- Una tarde cualquiera (vídeo corto) - 2008
- The Red Bridge (corto) - 2010
- Vamos por partes (videoclip)  - 2013
- Esto es en serio (videoclip) - 2012
- Tamarindo (corto) - 2016